# Uraniborg

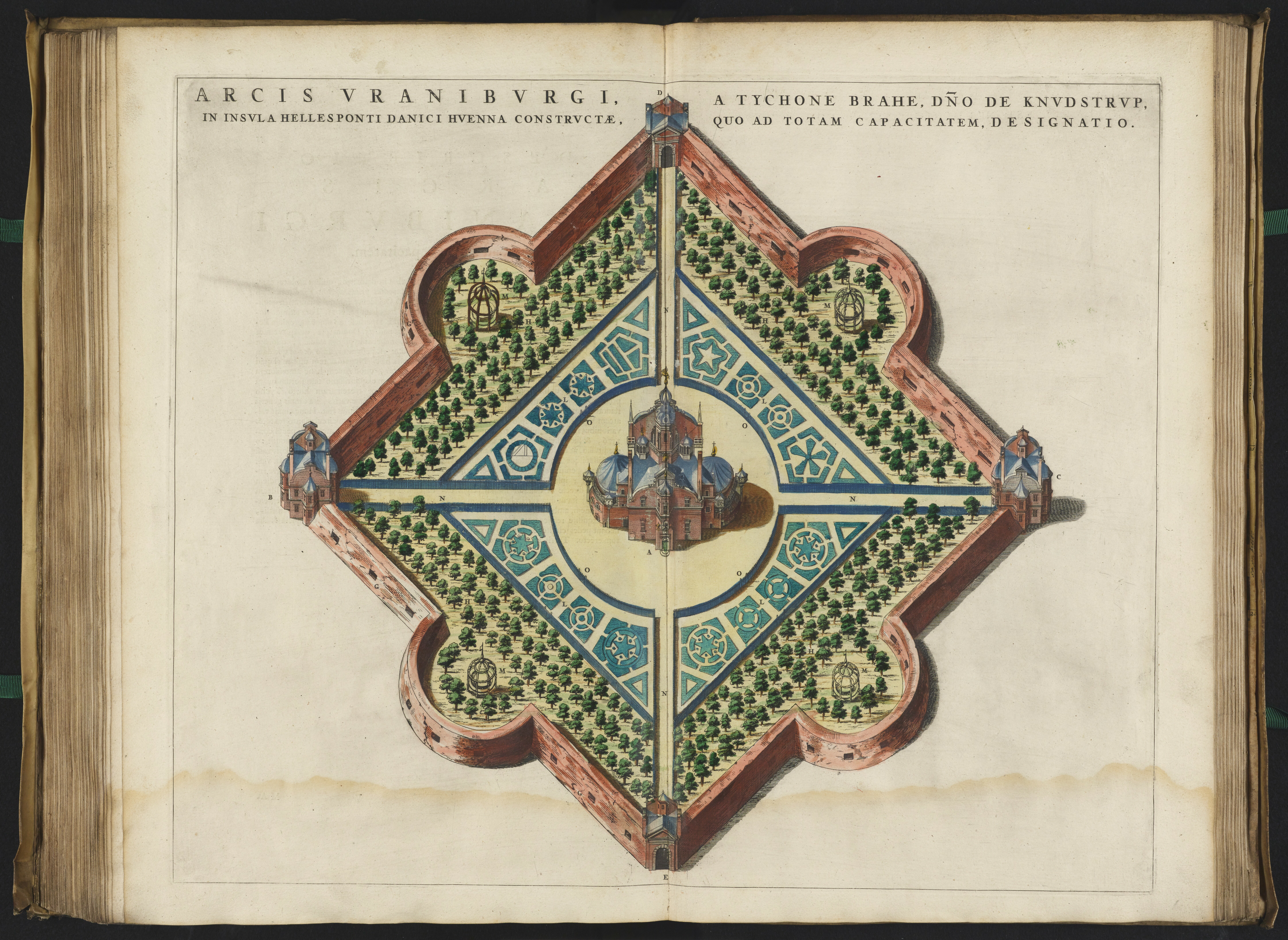
Plan över hela området.

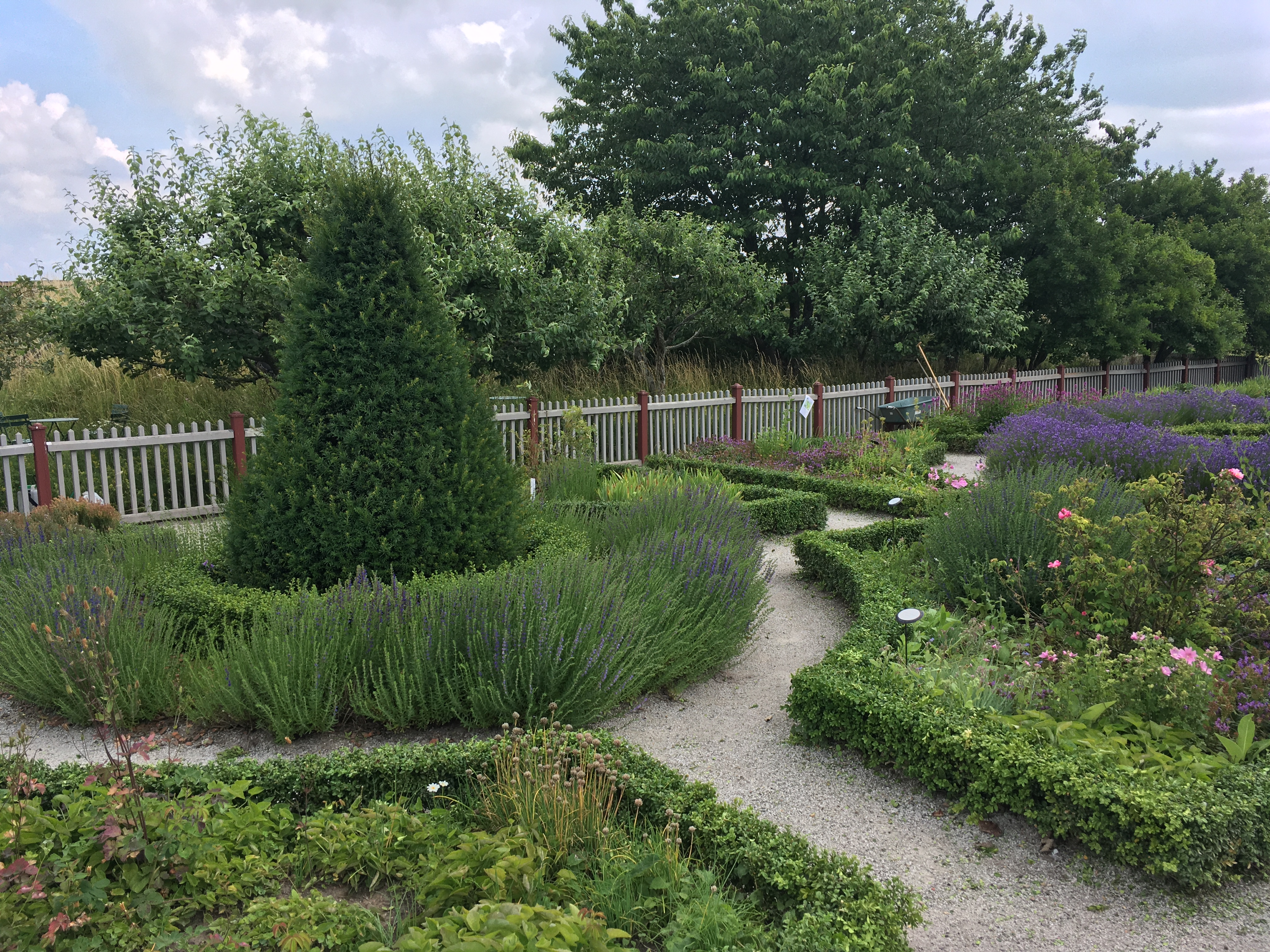
Rekonstruktion av Tycho Brahes trädgård vid Uraniborg.

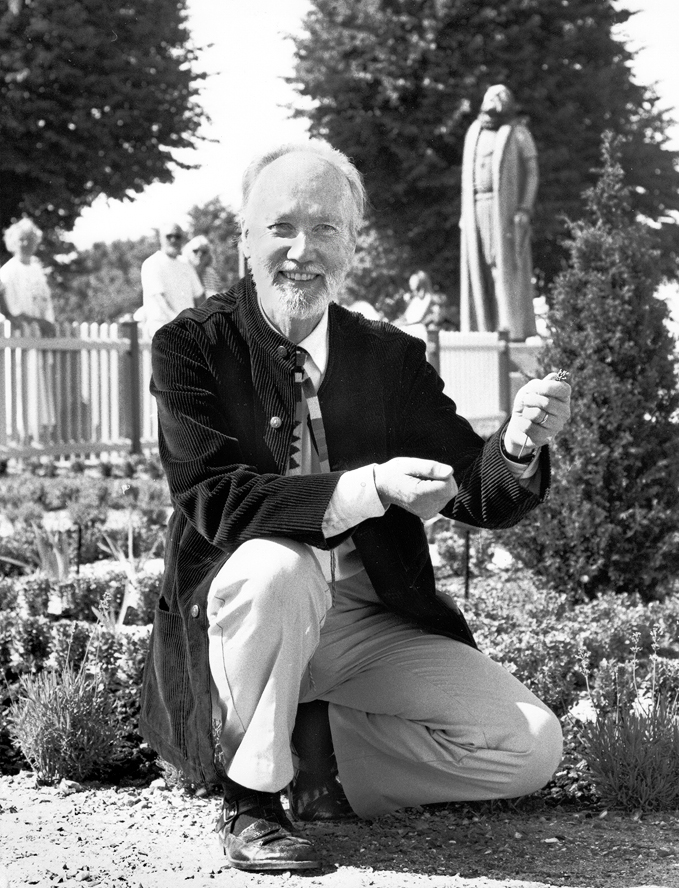
Sven-Ingvar Andersson i Tycho Brahe-trädgården vid Uraniborg 1992.

Uraniborg var ett kombinerat slott och observatorium uppfört 1576 på Ven i Öresund av Tycho Brahe, som denne fått i förläning av danska staten. I observatoriet Stjärneborg fanns den tidens bästa uppsättning instrument. 
Uraniborg har givit upphov till namnet på stadsdelen Uranienborg i Oslo.

## Historik
Borgen omgavs av en jordvall som bildade en kvadrat med sidor på 94 meter, med hörnen noggrant lagda efter väderstrecken. I östra och västra hörnen över portgångarna inrättades rum för vakthundar, och i norra och södra hörnen låg rum för tjänstefolk och ett tryckeri.
Mitt på varje vallsida fanns en bastionliknande halvcirkelformig utvidgning, och längs vallens sidor låg fruktträdgården med 300 fruktträd och därinnanför blomsterträdgården. I mitten av fyrkanten låg slottet omgivet av ett cirkelrunt staket. Över 60 000 tegelstenar hade gått åt för att bygga slottet.
Strax söder om Uraniborg byggde Brahe 1584 observatoriet Stjerneborg, som bestod av fem cirkelrunda kryptor nedsänkta i en kulle. Dessa kryptor förenades genom gångar. I kryptorna ställdes instrumenten upp, väl skyddade för både väder och vind.
Redan ett par år efter att Brahe lämnat Ven började byggnaderna förfalla och de revs efter en tid. År 1652 fanns knappt några spår kvar efter dem. Av Uraniborg återstår i stort sett bara rester av vallarna och konturerna av huvudbyggnadens bottenvåning samt en brunn, som grävdes ut 1823. Stjärneborgs ruiner är något bättre bevarade, bäst är den sydvästra kryptan med den pelare där den stora kvadrantens axel vilade.

## Tycho Brahes trädgård
Under ledning av Sven-Ingvar Andersson genomfördes 1992 en rekonstruktion av den nordöstra kvartilen av Tycho Brahes trädgård vid Uraniborg. Det växtmaterial som infördes i trädgården bestämdes utifrån vad man vet om vilka växter som fanns i danska slotts- och klosterträdgårdar vid den här tiden. Trädgården har därför kallats "en planterad hypotes". Sedan 1993 driver Sveriges Lantbruksuniversitet i Alnarp och Landskrona kulturförvaltning ett gemensamt forskningsprojekt kring trädgården.

## Kungsgården

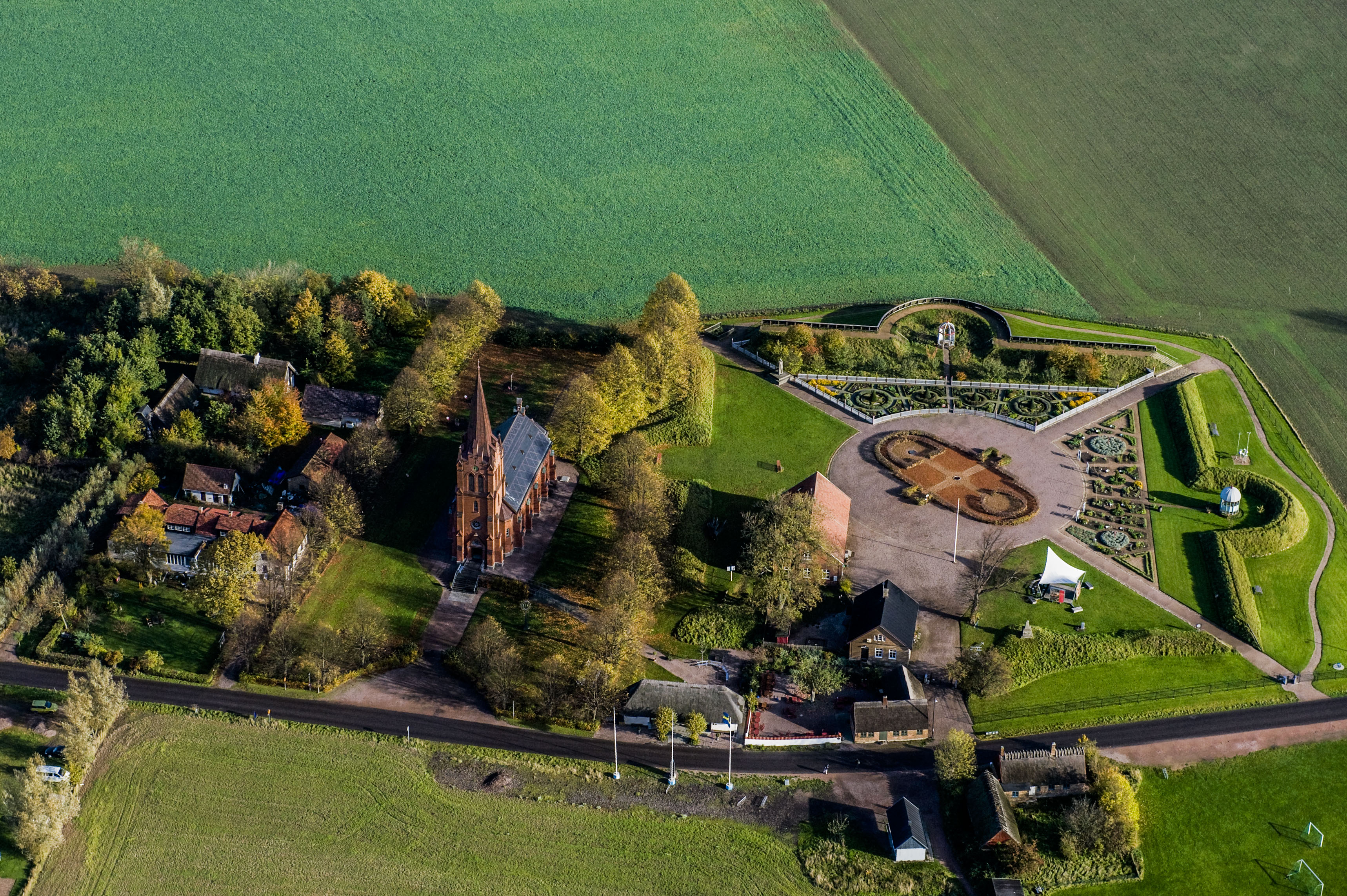
Flygfoto över Uranienborgs kungsgård från 2008.

Istället för Uraniborg och Stjärneborg byggdes Kungsgården, som fick namnet Uranienborg. Kungsgården revs 1825 och dess tegel användes till en skyddsmur runt lämningarna efter Tycho Brahes byggnadsverk. År 1900 restes en ny bostadsbyggnad på Kungsgården i oscariansk stil.
Kungsgården på Ven utgör huvuddelen av Tycho Brahes forna egendom, som han erhöll i förläning av kung Fredrik II för att anlägga ett observatorium för sina astronomiska studier. Huvudbyggnaden ligger i omedelbar anslutning till platsen för Uranienborgs slott och observatoriet Stjärneborg samt delar av ekonomibyggnaderna, som kan härröra från Brahes tid. Huvudbyggnaden av tegel i en våning med inredd vindsvåning under rödmålat plåttak med valmade gavelspetsar, uppfördes år 1900. Uthus och bostadslänga bestående av två stenbyggnader, som sammanbyggts med en tegeldel, där de äldsta delarna möjligen kan härröra från 1500-talet. De sammanbyggdes troligen 1863 och återuppfördes efter en brand 1917. Uthuslänga — ladugård med mera — av sten och tegel under tegeltak ombyggdes 1856 och efter en brand 1917. De äldsta delarna kan möjligen härröra från 1500-talet.